# Apogon townsendi
Apogon townsendi är en fiskart som först beskrevs av Breder 1927.  Apogon townsendi ingår i släktet Apogon och familjen Apogonidae. Inga underarter finns listade i Catalogue of Life.